# Samuel Alito
Samuel Anthony Alito Jr. (ur. 1 kwietnia 1950 w Trenton, New Jersey) – amerykański prawnik pochodzenia włoskiego, od stycznia 2006 sędzia Sądu Najwyższego Stanów Zjednoczonych.

## Życiorys
Studiował na Uniwersytecie w Princeton (do 1972), następnie w Szkole Prawniczej Yale’a (do 1975). Pracował, między innymi, w biurze prokuratora generalnego Stanów Zjednoczonych oraz był prokuratorem stanowym w New Jersey. W lutym 1990 prezydent George H.W. Bush powołał go na sędziego sądu apelacyjnego w III okręgu sądowym (Newark, New Jersey). Katolik, jest znany z poglądów konserwatywnych.
31 października 2005 George W. Bush desygnował go na sędziego Sądu Najwyższego w miejsce ustępującej Sandry O’Connor. Był trzecią osobą mianowaną na to stanowisko (John Glover Roberts został ostatecznie prezesem tego sądu, a Harriet Miers sama zrezygnowała z ubiegania się o miejsce w nim). Zatwierdzenie Senatu uzyskał 31 stycznia 2006.